# Vampirina
Vampirina è una serie animata statunitense-irlandese, basato sulla serie di libri scritta da Anne Marie Pace, illustrati da LeUyen Pham (pubblicati anch'essi da Disney-Hyperion) e prodotto dalla Brown Bag Films con la distribuzione da parte della Walt Disney Pictures Television Animation Distribution e l'adattamento lavorato dai produttori esecutivi e creatori di Dottoressa Peluche.
La serie è andata in onda negli Stati Uniti dal 1º ottobre 2017 su Disney Junior e in Italia dall'11 ottobre dello stesso anno su Disney Junior (st.1) e su Disney+ (st. 2).

## Trama
Vampirina racconta la storia di una bambina vampira di nome Vampirina Hauntley alias Vee che, con la sua famiglia, si trasferisce dalla Transilvania alla Pennsylvania per l'apertura di un bed and breakfast locale per la visita ai goblin e gli spettri.

## Personaggi
- Vampirina Hauntley è la   bambina-vampira protagonista della serie.  È curiosa, socievole e gentile. Nell'episodio  di San Valentino sviluppa una cotta per Edgar, ricambiata. Voce originale di Isabella Crovetti e italiana di Alice Labidi (prima voce),[4] Sara Tesei (seconda voce), voce cantata italiana Alice Trombacco (prima voce).[5]
- Oxana Hauntley di origini transilvane  è la madre di Vampirina. È molto dolce. - Voce originale di Lauren Graham e italiana di Gilberta Crispino.
- Nosey Hauntley è la cuginetta di Vampirina. È giocherellona. - Voce originale di Kari Wahlgren
- Boris Hauntley di origine transilvana è il padre di Vampirina. È simpatico. - Voce originale di James Van Der Beek e italiana di Alessandro Budroni.
- Nonna Pira è la nonna di Vampirina. - Vee la considera la migliore. - Voce originale di Patti LuPone e italiana di Antonella Alessandro.
- Nonno Piro è il nonno di Vampirina. - Voce originale di Brian Stokes Mitchell e italiana di Gerolamo Alchieri.
- Zia Olga è la zia di Vee. - Voce originale di Kari Wahlgren e italiana di Ilaria Latini.
- Gregoria è una gargolla di 473 anni. - Voce originale di Wanda Sykes e italiana di Ludovica Modugno.
- Demi è un fantasma. - Voce originale di Mitchell Whitfield e italiana di Gabriele Lopez.
- Chef Remy Bones di origini francesi è uno scheletro. - Voce originale di Ian James Corlett e italiana di Franco Mannella.
- Poppy, la migliore amica di Vampirina, è amichevole. - Voce originale di Jordan Alexa Davis e italiana di Sara Vidale.
- Bridget, un'amica di Poppy, è gentile, fifona ed è la più timida. - Voce originale di ViviAnn Yee e italiana di Lucrezia Roma.
- Edgar, è il fratello gemello di Poppy, gli piacciono i mostri ed è amichevole. Nell'episodio di San Valentino sviluppa una cotta per Vampirina ricambiato. - Voce originale di Benji Risley e italiana di Diego Follesa.
- Edna, è la mamma di Poppy ed Edgar, è fifona, ma una grande amica di Oxana. - Voce originale di Cree Summer e italiana di Antonella Baldini.

## Episodi
| Stagione         | Episodi | Prima TV USA | Prima TV Italia |
| ---------------- | ------- | ------------ | --------------- |
| Prima stagione   | 25      | 2017-2018    | 2017-2018       |
| Seconda stagione | 25      | 2018-2020    | 2022            |
| Terza stagione   | 25      | 2020-2021    | 2025            |

## Lista episodi

### Prima stagione
| Nº  | Titolo italiano                |
| --- | ------------------------------ |
| 1a  | La pipistrellite               |
| 1b  | Un Bed & Breakfast da paura    |
| 2a  | Il pigiama party               |
| 2b  | L'albero della classe          |
| 3a  | La festa a sorpresa di Vi      |
| 3b  | Il ballo virale                |
| 4a  | Il pasticcio delle piante      |
| 4b  | Una baraonda di mummie         |
| 5a  | Piccolo terrore                |
| 5b  | Soprannaturale                 |
| 6a  | Il vampireggio                 |
| 6b  | Il mostro russante             |
| 7a  | Buon appetito!                 |
| 7b  | Le marmocchie marmotte         |
| 8a  | Nascondino spettrale           |
| 8b  | La piccola strega              |
| 9a  | Weekend vampiresco             |
| 9b  | Il pennuto che sapeva troppo   |
| 10a | Le ragazze spiritelle          |
| 10b | Serata di giochi               |
| 11a | Anzianotta ma non rotta        |
| 11b | Il migliore in mostra          |
| 12a | Il creaturinario               |
| 12b | Il mostro coccoloso            |
| 13a | La febbrestrella               |
| 13b | Il giorno della poesia         |
| 14a | Nonnapira la grande            |
| 14b | Due teste sono meglio di una   |
| 15a | La festa di San Valentino      |
| 15b | Una supplente da paura         |
| 16a | Chi ha paura adesso!           |
| 16b | Conigli di polvere             |
| 17a | Vampirina ballerina            |
| 17b | Cacciatori di tesori           |
| 18a | La festa della mumma           |
| 18b | Danzilvania                    |
| 19a | Boris l'acrobata               |
| 19b | Il chiosco della limonata      |
| 20a | Vampirghiozzo                  |
| 20b | Zio Bigfoot                    |
| 21a | Senza denti canini             |
| 21b | Il tè transilvano              |
| 22  | Casa è sempre casa             |
| 23a | Contessa Vi                    |
| 23b | Paura, motore, azione!         |
| 24a | Hauntleyween                   |
| 24b | Frankenfiore                   |
| 25a | Nonnapira e nonnopiro i grandi |
| 25b | Nessun posto è come casa       |

### Seconda stagione
| Nº  | Titolo italiano                |
| --- | ------------------------------ |
| 1a  | Vampirina presidente           |
| 1b  | Dov'è Wolfie                   |
| 2a  | Il distintivo                  |
| 2b  | Nuove amicizie                 |
| 3a  | Frankensposi                   |
| 3b  | Spaventocapelli                |
| 4a  | Il cucciolo di drago           |
| 4b  | Coinquilini malinconici        |
| 5a  | Il vampiro della porta accanto |
| 5b  | Il fobia Bi & Vi               |
| 6a  | La scopa di compleanno         |
| 6b  | Vampirina e la pallacanestro   |
| 7a  | L'albero genealogico           |
| 7b  | La grande caccia alle uova     |
| 8a  | Il mistero della torta         |
| 8b  | Specchio specchio              |
| 9a  | Una serata in spiaggia         |
| 9b  | Gregoria spicca il volo        |
| 10a | Il grande morso                |
| 10b | Questione di follower          |
| 11a | Il ritorno dei Boo Boys        |
| 11b | Vita da folletti               |
| 12a | Affronta la musica             |
| 12b | Spavento al museo              |
| 13a | Il vampanniversario            |
| 13b | Il ragazzo lupo                |
| 14a | Concerto senza voce            |
| 14b | Il teatro infestato            |
| 15a | Dolcetto o scherzetto          |
| 15b | Ricomincia da capo, Vi         |
| 16a | Una lanterna saltellante       |
| 16b | L'ospite congelato             |
| 17a | Vampiropera                    |
| 17b | L'ispezione spettrale          |
| 18a | Il giorno dei defunti          |
| 18b | Tutto ciò che desideri         |
| 19a | Il consiglio della paura       |
| 19b | La lista di Demi               |
| 20a | Il club del libro              |
| 20b | Come si infesta una casa       |
| 21a | Il Natale di un gargoyle       |
| 21b | Consegne e via!                |
| 22a | La grande Esmeralda            |
| 22b | Alito di rana                  |
| 23a | Che fratello!                  |
| 23b | Alla ricerca del Bigfoot       |
| 24a | Au revoir, Remy!               |
| 24b | Una fiera spaventosa           |
| 25  | Mostriciattole coraggiose!     |

### Terza stagione
| Nº  | Titolo italiano                  |
| --- | -------------------------------- |
| 01a | Normali normalità                |
| 01b | La fortuna del vampiro           |
| 02a | La chiave scomparsa              |
| 02b | Artisti si nasce                 |
| 03a | Un tour fantasmagorico           |
| 03b | Ali per imparare                 |
| 04a | Arriva Nosfi                     |
| 04b | Con affetto Blobby               |
| 05a | Doppio problema ad Halloween     |
| 05b | Lo spavento party                |
| 06a | Il fantasma dell'auditorium      |
| 06b | La memoria dimenticata           |
| 07a | Week end con il nonnopiro        |
| 07b | Visita a mostricilio             |
| 08a | La fiera delle creature          |
| 08b | Il mostro specchio               |
| 09a | Un busto per amico               |
| 09b | La fan invisibile                |
| 10a | La ricetta di Remy               |
| 10b | Vampiro accompagnatore           |
| 11a | La spiaggia urlante              |
| 11b | Viva la scienza                  |
| 12a | La festa in giardino             |
| 12b | I mostrocimeli di famiglia       |
| 13a | Una crisalide fuori posto        |
| 13b | Uno spettacolo fantasmagorico    |
| 14a | La sfera di cristallo            |
| 14b | Il ballo di Gregoria             |
| 15a | Vi e la sfilata di famiglia      |
| 15b | La festa di Poppy e Edgar        |
| 16a | Bora la banshee                  |
| 16b | La spa spettrale                 |
| 17a | Vigilia di Natale da brividi     |
| 17b | L'abominevole uomo delle nevi    |
| 18a | La vigilia del nuovo secolo      |
| 18b | Bridget la coraggiosa            |
| 19a | Serata di film in casa Hauntley  |
| 19b | La piccola batterista            |
| 20a | L'ululato magico                 |
| 20b | Edgar fra le ragazze spiritelle  |
| 21a | Mostro d'Aprile                  |
| 21b | Un letto per il mostro           |
| 22a | Facciamo un tuffo                |
| 22b | La gara di incantesimi           |
| 23a | Il curioso caso della risata     |
| 23b | Un tesoro internazionale         |
| 24a | Vampirina acro Vamp              |
| 24b | Il pollice verde dello chef Remy |
| 25  | Casa e dove sono gli Hauntley    |